# William Forsche
William Forsche (Appleton, 22 settembre 1963) è un effettista statunitense.
La sua carriera si è estesa per più di 30 anni. I suoi lavori sono apparsi in molte pellicole, molte delle quali di genere horror e SciFi, anche se lui ha creato occasionalmente effetti per altri film, tra cui Beetlejuice - Spiritello porcello (1988) e Il professore matto (1996).

## Gioventù
Forsche è nato ad Appleton (Wisconsin) a sin dalla giovane età dimostra un'attrazione per i mostri. A soli sei anni guarda Frankenstein (film 1931)  della Universal Pictures. e fu affascinato dal mostro e dalla sua comparsa, che ha portato al suo amore per il lavoro dello specialista degli effetti speciali Jack Pierce.

## Carriera
Forsche ha lavorato nel film Venerdì 13 parte VI - Jason vive dove ha aiutato a produrre la maschera da Hockey indossata da Jason Voorhees. Forsche fu poi assunto da Steve Johnson nella sua azienda XFX per diversi film nel 1988 inclusi Dead Heat, in cui ha effettuato un calco di Vincent Price, Nightmare 4 - Il non risveglio dove ha applicato il trucco di Freddy Krueger a Robert Englund per alcune scene ed anche allo stuntman Rick Barker. Forsche ha anche lavorato per XFX e creato gli effetti del lupo mannaro per Howling IV. Ha anche interpretato il lupo mannaro durante il finale del film.

## Filmografia
- The Game (1984)
- Critters (1986)
- From Beyond (1986)
- Friday the 13th Part VI: Jason Lives (1986)
- A Time to Remember (1987)
- Dolls (1987)
- The Lost Boys (1987) (calchi)
- The Outing (1987)
- Return to Horror High (1987)
- A Nightmare on Elm Street 4: The Dream Master (1988)
- Beetlejuice (1988)
- Sbirri oltre la vita (1988) (calchi)
- Howling IV: The Original Nightmare (1988) (tecnico effetti speciali, interpreta il lupo mannaro alla fine del film)
- Mac and Me (1988) (scultore)
- La notte dei demoni (1988)
- Slaughterhouse Rock (1988)
- Spellcaster (1988)
- Dance of the Damned (1989)
- Ghostbusters II (1989) (calchi)
- Il duro del Road House (1989) (fa da comparsa nella scena del ballo al bar)
- The Terror Within (1989) (scultore)
- Night Angel (1990)
- The Flash (1990 TV series) (scultore)
- The Exorcist III (1990)
- Un bacio prima di morire (1991)
- Scanners II: The New Order (1991)
- Scanners III: The Takeover (1991)
- Buffy the Vampire Slayer (film) (1992)
- Il professore matto (1996)
- Jeepers Creepers - Il canto del diavolo (2001)
- Zoolander (2001)
- Modus Operandi (2009)
- Nightmare (tecnico effetti speciali)
- Men in Suits (2012)
- Crystal Lake Memories (2013)
- Death, Be Not Proud: 'A Wonderfull' Time (nei panni di sé stesso) (2016)
- Death, Be Not Proud: All This Bleeding (nei panni di sé stesso) (2016)
- Too Hot to Handle: Remembering Ghostbusters II (nei panni di sé stesso) (2018)